# Laura Larsson
Laura Larsson (* 6. Juli 1989 in Parchim, bürgerlich Laura Hansen, geb. Boriczka) ist eine deutsche Podcasterin, Komikerin und ehemalige Radiomoderatorin.

## Leben und Karriere
Laura Larsson wuchs in Parchim auf und machte nach ihrem Abitur am Friedrich-Franz-Gymnasium Parchim eine Ausbildung zur Fachangestellten für Medien- und Informationsdienste in der Stadtbibliothek Parchim. 2011 zog sie nach Berlin und begann dort 2014 ihr Volontariat beim Radiosender Kiss FM. Mit ihrer Sendung Laura Larsson Live wurde sie 2017 als beste Newcomerin für den deutschen Radiopreis nominiert. 2018 ging sie zu Energy Berlin, wo sie einige Monate die Morning Show moderierte. Anschließend wechselte sie zum Radiosender Fritz und gab in ihrem Podcast im Juli 2021 bekannt, den Sender zu verlassen. Larsson war bis Mitte Februar 2023 im Programm von 1LIVE zu hören.
Gemeinsam mit Ariana Baborie hostete sie von 2016 bis 2021 den Podcast Herrengedeck – Der Podcast, in welchem sie sich wöchentlich zu Zeitgeschehen und persönlichen Erfahrungen austauschten. Dafür erhielten beide 2020 den deutschen Comedypreis. Das gemeinsame Buch Herrengedeck: Geschichten, die wir nüchtern niemals erzählen würden erschien im August 2019 bei Kiepenheuer & Witsch. Insgesamt gibt es 209 Folgen.
Seit 2020 ist Larsson mit ihrem langjährigen Partner Nils Hansen verheiratet. Im Rahmen ihrer Hochzeit veröffentlichte sie den Podcast Erstmal für immer.
Seit 17. Oktober 2021 veröffentlicht Larsson zusammen mit Simon Dömer, ebenfalls ehemaliger Moderator beim Sender 1LIVE, den wöchentlichen Podcast Zum Scheitern verurteilt.
Von September 2023 bis April 2024 veröffentlichte Larsson zusammen mit Ines Anioli den Podcast Die Liste von absolut wirklich allem, das dich umbringen kann. Im Dezember 2023 ging Larsson auf Tour mit ihrem ersten Solo-Programm Weihnachten mit Laura Larsson.
Im September 2024 startete Larsson ihre Tour OKF (kurz für Ortskontrollfahrt), welche bis Dezember 2024 in mehreren deutschen Städte sowie Wien und Zürich stattfand.